# Bunodosoma californicum
Bunodosoma californicum är en havsanemonart som beskrevs av Oscar Henrik Carlgren 1951. Bunodosoma californica ingår i släktet Bunodosoma och familjen Actiniidae. Inga underarter finns listade i Catalogue of Life.